# محمد بن يوسف الفربري
أبو عبد الله محمد بن يوسف بن مطر بن صالح بن بشر الفربري، نسبة إلى مدينة فربر، أحد رواة الحديث النبوي.

## مكانته العلمية
قال عنه أبو سعد السمعاني في أماليه :«كان ثقة ورعا». وقال الإمام الحافظ الذهبي: «المحدث الثقة العالم».
سمع منه أبو زيد المروزي والكشميهني.، ومعلوم أن الفربري من رواة صحيح البخاري. وحدث عنه: أبو علي بن السكن، وأبو محمد بن حمويه السرخسي، ومحمد بن عمر بن شبويه، وأبو حامد أحمد بن عبد الله النعيمي، وأبو إسحاق إبراهيم بن أحمد المستملي، وإسماعيل بن حاجب الكشاني، ومحمد بن محمد بن يوسف الجرجاني وآخرون، والكشاني آخرهم موتا.
وقال الكشميهني: سمعت منه بفربر الصحيح في ربيع الأول سنة عشرين. ويروى - ولم يصح - أن الفربري قال: سمع الصحيح من البخاري تسعون ألف رجل، ما بقي أحد يرويه غيري.  وفربر - بكسر الفاء وبفتحها - وهي من قرى بخارى حكى الوجهين القاضي عياض وابن قرقول والحازمي. وقال: الفتح أشهر، وأما ابن ماكولا فما ذكر غير الفتح. 

## مولده ووفاته
في موارد ترجمته اتفقوا على أنه ولد سنة 231 هجرية، وأما في تاريخ وفاته فقد اختلفوا على ثلاثة أقوال: 320 هجرية أو 323 هجرية أو 330 هجرية
والأرجح من هذه الأقوال هو أنه توفي سنة 323 هـ كما رجح شمس الدين الذهبي ومما يؤكد ذلك أن تلاميذه الثلاثة: يحيى بن عمار بن مقبل بن شاهان الختلاني وإسماعيل ابن حاجب الحاجبي الكُشَانِيّ والكشميهني قد سمعوا منه صحيح البخاري في سنة 320 هـ والغالب على أن ذلك يكون في عدة مجالس فيستبعد أن يكون توفي في نفس العام.